# Загорци (област Сливен)
 Тази статия е за селото в Област Сливен.  За другите села с това име вижте Загорци.  
Загòрци е село в югоизточната част на България, община Нова Загора, област Сливен.

## География
Село Загорци се намира на около 41 km югозападно от областния център град Сливен, около 8 km югозападно от общинския център град Нова Загора и около 26 km източно от град Стара Загора. Разположено е в Старозагорското поле на Горнотракийската низина, западно от Светиилийските възвишения. Селото е с равнинен релеф, през него тече Черковска река, десен приток на река Блатница. Надморската височина в центъра на селото е около 135 m. Климатът е преходно-континентален; почвите в землището са преобладаващо лесивирани и смолници.
На около километър южно от селото минава автомагистрала „Тракия“, с която селото няма непосредствена пътна връзка. Връзката се осъществява по общинския път на изток през село Стоил войвода и връзка в южния край на Нова Загора с третокласния републикански път III-554, водещ на юг след връзката си с автомагистрала „Тракия“ към село Дядово и нататък до връзки с автомагистрала „Марица“ и първокласния републикански път I-8. Общинският път на запад от Загорци води към селата Събрано, Бенковски, Хан Аспарухово и други.
Землището на село Загорци граничи със землищата на: село Стоил войвода на север; село Дядово на изток; село Богданово на югоизток; село Любенец на юг; село Събрано на запад; село Братя Кунчеви на северозапад; село Караново на северозапад.
В землището на Загорци югоизточно от селото, отвъд магистралата, има микроязовир на Черковска река (поземлен имот с кадастрален идентификатор 30171.69.406).

## Население
Населението на село Загорци, наброявало 1379 души при преброяването към 1934 г., намалява постепенно до 329 (по служебен документ на НСИ от 2022-12-31) към 2022 г.
При преброяването на населението към 1 февруари 2011 г., от обща численост 392 лица, за 313 лица е посочена принадлежност към „българска“ етническа група, за 6 – към „турска“, за 62 – към „ромска“, за 7 – „не се самоопределят“ и за 4 – „не отговорили“. В селото има значителна група тракийски калайджии, които започват да се заселват през 60-те години на XX век.

## История
След Руско-турската война (1877 – 1878 г.) по Берлинския договор 1878 г. селото – носещо име Торлак махле (Тарлак махла), остава в Източна Румелия; присъединено е към България след Съединението 1885 г., а през 1906 г. е преименувано на Загорци.
Според местно предание, жителят на село Торлак махле (Загорци) Колю Данев прави една малка постройка от плет, покрита със слама, която служи само за кръщаване. Към 1825 г. той прави постройка от плет, покрита с керемиди и с комин, в която се служи и Света Литургия. Църква е построена от устà (майстор) Петко Велчев от Трявна през 1863 г. През Освободителната война църквата е опожарена.
Училище в селото съществува от 1868 г. В началото се помещава в стари постройки. Било е първоначално; последователно от 1921 до 1924 г. към училището се открива прогимназиален курс. През 1963 г. се открива и VIII клас. Училищната сграда е строена през 1912 г., а през 1932 г. към нея е изградена пристройка. От 1962 до 1964 г. училището има общежитие и три занимални за децата от село Събрано и за част от децата на Загорци. Основното училище „Христо Ботев“ в Загорци вероятно е закрито през 1991 или 1992 г., докогато датират последните му архивни документи.
Читалище в селото е основано на 18 март 1928 г. Главен инициатор за основаването му е директорът на училището Стойчо Донев Сербезов, който става и първият председател на читалището, а през 1953 г. читалището – до тогава „Просвета“, е преименувано на неговото име. През 1975 г. е построена нова читалищна сграда.
Кредитна кооперация „Орало“ е основана през 1919 г. като кооперативно сдружение, чиято основна цел е да отпуска кредити на членовете си, да им доставя стоки и да продава земеделски произведения. От 1961 г. тя е преименувана на Потребителна кооперация „Съгласие“. През март 1961 г. кооперацията приема активите и пасивите и имуществото на Кредитна кооперация „Съгласие“ в село Събрано. През март 1945 г. към кооперацията е открит отдел „Трудово кооперативно земеделско стопанство“. По-късно отделът „ТКЗС“ излиза от кооперацията и се обособява като отделно селскостопанско предприятие. Със собствени средства и заеми от държавата кооперацията изгражда в двете села магазини за промишлени и хранителни стоки, заведения за обществено хранене и други. От март 1980 г. кооперацията е включена в Потребителна кооперация – Нова Загора.

## Обществени институции
Село Загорци към 2023 г. е център на кметство Загорци.
В село Загорци към 2023 г. има:
- действащо читалище „Стойчо Донев Сербезов – 1928“;[20]
- православна църква „Света Троица“;[21]
- пощенска станция.[22]

## Редовни събития
Празникът на селото е на „Свети Дух“ – 51 дни след Великден, в деня след Петдесетница.

## Личности
- Димитър Калъчлията, роден в Торлак махле (Загорци) – български хайдутин и войвода.
- Иван Тодоров, роден в Загорци през 1920 г. – български политик, герой на социалистическия труд.